# Los Secretos
Los Secretos es un grupo de música pop rock español fundado en Madrid y que ha desarrollado su carrera desde 1978 (como Tos) hasta la actualidad. Se les ha relacionado habitualmente con la movida madrileña, llegando incluso a realizarse documentales en RTVE que dicen que esta comenzó con el renombrado Concierto homenaje a Canito emitido por el espacio de La 2 Popgrama.
Su formación ha cambiado a lo largo de los años. En los primeros años, los cambios fueron forzados por las sucesivas muertes de dos de sus baterías, primero Canito (en la época en la que el grupo aún se llamaba Tos) y después su sustituto, el también compositor y cantante Pedro Antonio Díaz, al que ficharon tras poner un anuncio en la emisora Onda 2 tras la muerte de Canito (ambos eran compositores y cantantes además de tocar la batería, y ambos tuvieron una gran influencia en el grupo). A lo largo de los años el núcleo principal de Los Secretos fue el integrado por los hermanos Urquijo (1980-1984): Javier (05-nov-1958), Enrique (15-febr-1960 / 17-nov-1999) y Álvaro (22-jun-1962) en la primera época con tres LP editados en Polydor; posteriormente Enrique y Álvaro junto a Ramón Arroyo, Nacho Lles y Steve Jordan con la reunificación del grupo en 1986 y un mini LP y un LP editados en Twins. La formación actual se compone de Álvaro Urquijo (voz y guitarras), Ramón Arroyo (guitarras), Jesús Redondo (teclados), Juanjo Ramos (bajo) y Santi Fernández (batería).
Encuadrada en sus orígenes, junto a otras bandas como Nacha Pop, Mamá y Trastos, en el renovador movimiento de música popular que vino a llamarse nueva ola madrileña, Los Secretos se han revelado a través de más de treinta años en activo, y gracias a numerosas canciones consideradas clásicas (entre las que figuran "Déjame", "Sobre un vidrio mojado", "Quiero beber hasta perder el control" y "Pero a tu lado", convertido en todo un himno no oficial del Levante U. D.), como una de las agrupaciones más importantes de la historia de la música pop rock española.
Su época de mayor éxito profesional se dio en los años 1990, cuando encadenaron los exitosos álbumes Adiós tristeza y Cambio de planes y posteriormente el recopilatorio Grandes éxitos. Un momento muy delicado en su historia llegó en 1999 con la muerte de Enrique Urquijo, un duro golpe que, sin embargo, contribuyó a un renacer de la banda con la publicación del álbum homenaje A tu lado en el año 2000, que contó con numerosas colaboraciones de artistas próximos al grupo.
Los Secretos regresaron en 2002 con un nuevo álbum de estudio bajo el liderazgo de Álvaro Urquijo y desde entonces permanecen en activo, habiendo publicado otro disco de estudio (Una y mil veces), un recopilatorio en celebración de los 30 años del grupo y dos grabaciones en vivo. El lanzamiento de un nuevo disco de estudio, En este mundo raro, se realizó en septiembre de 2011. 
En 2015, tras dos años de trabajo, presentan el disco de versiones (Algo prestado) donde homenajean a los autores y canciones que les han inspirado en su carrera musical.
En 2019 publican su decimocuarto trabajo, titulado Mi paraíso, con 12 temas originales.

## Historia

### 1978 - 1979: Tos
En 1978 los hermanos Urquijo (Javier, guitarra, Enrique, bajo y voz, y Álvaro, guitarra) se unen al batería, compositor y cantante José Enrique Cano para formar el grupo Tos. Formarían parte desde los primeros tiempos de la explosión de creatividad que tuvo lugar en la escena musical de Madrid, aunque manteniendo sus influencias de las grandes bandas de country rock americanas. En 1979 grabaron seis maquetas que se recogieron en el EP Tos, entre ellas Snoopy y Olga y Máquinas, así como las primeras versiones de Déjame y Me aburro.
La Nochevieja de 1979, un accidente de tráfico causa la muerte de Canito, provocando con ello el fin de la primera etapa del grupo.

### 1980 - 1985: Primeros tiempos de Los Secretos
En febrero de 1980 se celebra en la Escuela de Ingenieros de Caminos de Madrid un concierto homenaje a Canito en el que, además de los restantes miembros de Tos, participan varios grupos de la nueva ola madrileña, que más tarde será conocida como la movida.
Los hermanos Urquijo deciden continuar, ahora con el batería Pedro Antonio Díaz (también compositor y cantante), y cambian el nombre de la banda a Los Secretos. Con esta nueva denominación fichan por Polydor y graban un EP de cuatro canciones, que se grabó en sólo 25 horas de estudio en los estudios Eurosonic de Madrid. Fue el anticipo de su primer LP, Los Secretos, que vio la luz en junio de 1981 y que también se grabó en Eurosonic con Mike Cooper como ingeniero de sonido. En este álbum, que incluye canciones como Déjame, Ojos de perdida y Sobre un vidrio mojado (la única versión del disco, originalmente de Kano y los Bulldogs), la producción de Juan Luis Izaguirre obtiene un sonido sólido y claro que sería característico de los primeros años del grupo. Se utilizan guitarras de 12 cuerdas, como la famosa Hofner 457 de la portada del LP, un armonizador Eventide para que los coros sonasen compactos, y el característico sonido de la batería de Pedro y las líneas de bajo de Enrique que enriquecían el conjunto. Así se consigue uno de los álbumes más importantes de la nueva ola y un disco de referencia en la historia del rock en castellano.

### 1986 - 1988: Refundación
Enrique decide refundar el grupo en 1986, esta vez con una orientación más country y sin la presencia de Javier. En esta nueva etapa, Enrique se dedica exclusivamente a cantar y abandona el bajo, dejando que Álvaro se ocupe de las guitarras. En 1986 publican el mini LP El primer cruce, en el que participa Ramón Arroyo a las guitarras, así como Nacho Lles al bajo y Steve Jordan a la batería.
En 1987 se publica Continuará, un álbum con canciones de diversos estilos y que incluye una versión de Por el túnel de Joaquín Sabina, así como la que sería uno de los grandes clásicos del grupo, Buena chica, firmada por ambos hermanos.
En 1988 aparece el primer disco en directo de Los Secretos (titulado simplemente Directo), en el que junto a Enrique, Álvaro, Ramón Arroyo, Nacho Lles y Steve Jordan, participa Jesús Redondo a los teclados; así mismo cuentan con la colaboración de José María Granados (del grupo Mamá), Javier Teixidor (de Mermelada) y Joaquín Sabina. Directo fue el primer disco de oro de Los Secretos.
Los álbumes Continuará y Directo adolecen de una pobre producción que se traduce en un sonido plano y con poca diferenciación de instrumentos y de voces. Debido a ello, ninguna canción de estos LP se recuperó para el Grandes éxitos de 1996 (si bien Buena chica fue incluida en una versión en directo grabada ese mismo año). Grandes éxitos II, de 1999, recuperará varias canciones de estos dos álbumes remezcladas para la ocasión, consiguiéndose un mucho mejor sonido.

### 1989 - 1998: Años de estabilidad
1989 es el año de La calle del olvido. Para este álbum el grupo cuenta de nuevo con la participación de Jesús Redondo a los teclados, completando la que sería en adelante la formación básica del grupo: Enrique, Álvaro, Ramón Arroyo y Jesús Redondo. Nacho Lles abandona la banda durante la grabación del disco y Steve Jordan se marcha al terminar ésta.
Los siguientes álbumes serán Adiós tristeza en 1991 y Cambio de planes en 1993. En ambos cuentan, al igual que en La calle del olvido, con la cuidada producción de Joaquín Torres, que junto al equilibrio compositivo e interpretativo entre Enrique y Álvaro proporciona al grupo un sonido característico, estabilidad artística y un relativo éxito comercial, aunque sin enormes cifras de ventas. A destacar en el primero el tema Ojos de gata, escrito conjuntamente con Joaquín Sabina.
Es durante estos años cuando Enrique pone en marcha su proyecto en paralelo, Los Problemas, grupo con el cual realiza actuaciones en locales pequeños y visita otros estilos musicales. En 1993 se publica su primer álbum, Enrique Urquijo y Los Problemas, en el cual se incluyen nuevas canciones de Enrique, así como versiones de temas de Los Secretos y de otros artistas como Nacha Pop, Radio Futura y Alaska y los Pegamoides.
Dos caras distintas, publicado en 1995 es el primer álbum de Los Secretos grabado fuera de España, concretamente en Inglaterra bajo la dirección del experimentado productor Mike Vernon (quien había trabajado con, entre otros, Ten Years After, David Bowie, Eric Clapton, o Fleetwood Mac). Para este LP se contó con músicos de estudio británicos al bajo y la batería.
En 1996 Los Secretos publican un disco recopilatorio en formato estándar (Grandes éxitos) y una caja recopilatoria en formato de lujo (La historia de Los Secretos) que incluye tres discos con material de la discografía oficial y varios temas inéditos. Para estos recopilatorios y con dedicación a su hija María se grabó la canción Agárrate a mí, María, una adaptación de un tema escrito por Warren Zevon llamado Carmelita, cuya versión por Linda Ronstadt llegó a ser muy popular a finales de los años 70. Grandes éxitos supuso un gran éxito de ventas para Los Secretos, vendiendo 450.000 copias, y dio lugar una larga gira durante 1997.
1998 fue un año de descanso para la banda, centrándose sus componentes en sus proyectos individuales. Así, este año verá la aparición del álbum en solitario de Álvaro, Álvaro Urquijo, así como del segundo LP de Enrique Urquijo y Los Problemas, Desde que no nos vemos.

### 1999 - 2001: La muerte de Enrique yA tu lado
En 1999, Los Secretos preparan el lanzamiento de un segundo volumen recopilatorio (Grandes éxitos: Vol. 2). La muerte de Enrique la noche del 17 de noviembre (precisamente el día anterior al lanzamiento del álbum) supone un tremendo golpe para el grupo, cuyo futuro aparece incierto.
En 2000, Álvaro, Ramón y Jesús organizan la grabación de un disco homenaje a Enrique (A tu lado: un homenaje a Enrique Urquijo) en el que se graban canciones suyas interpretadas por los otros tres componentes de la banda acompañados por numeroso artistas amigos de Enrique (Javier Urquijo, Carlos Goñi, Antonio Vega, Carlos Tarque, Ariel Rot, Celtas Cortos, Cómplices, Cristina Lliso, Javier Álvarez, David Summers, José María Granados, Luz Casal, Manolo Tena, Miguel Ríos, Mikel Erentxun, Nacho Campillo y Pau Donés). A tu lado incluye también la última canción grabada por Enrique, Hoy la vi, que dejó en forma de maqueta y fue arreglada y editada para este disco.
Tras la publicación de A tu lado, Los Secretos realizaron una gira en la que varios de los artistas invitados en el disco compartieron escenario con el grupo.
En 2001 se publica Grandes éxitos: edición revisada y remasterizada, una nueva recopilación en la que se recogen cortes de los dos anteriores álbumes de grandes éxitos, remasterizados a partir de las mezclas originales. El formato de este álbum (que forma parte de una colección editada por DRO East West con ediciones revisadas y remasterizadas de álbumes clásicos y recopilaciones de diversos grupos españoles) es el de disco-libro, e incluye una breve biografía y discografía del grupo hasta la fecha.

### 2002 - 2006: Retorno con Álvaro al frente
Pese a las dudas sobre su futuro, Los Secretos habían continuado tocando y grabando juntos para el álbum y la gira homenaje a Enrique. En 2002 regresan al estudio para editar el primer álbum de la etapa liderada por Álvaro Urquijo (Solo para escuchar). Este LP recoge una canción en colaboración con Jackson Browne, quien ya había grabado anteriormente con Enrique.
En 2003 Los Secretos graban un nuevo disco en directo (Con cierto sentido), esta vez en formato más acústico, acompañados por una orquesta de cuerda y con una esmerada producción. Con cierto sentido se publicó también en formato de DVD. 
El grupo retorna al estudio una vez más en 2006 para publicar su duodécimo álbum de estudio, Una y mil veces.

### 2007 - 2009: 30 años de Los Secretos

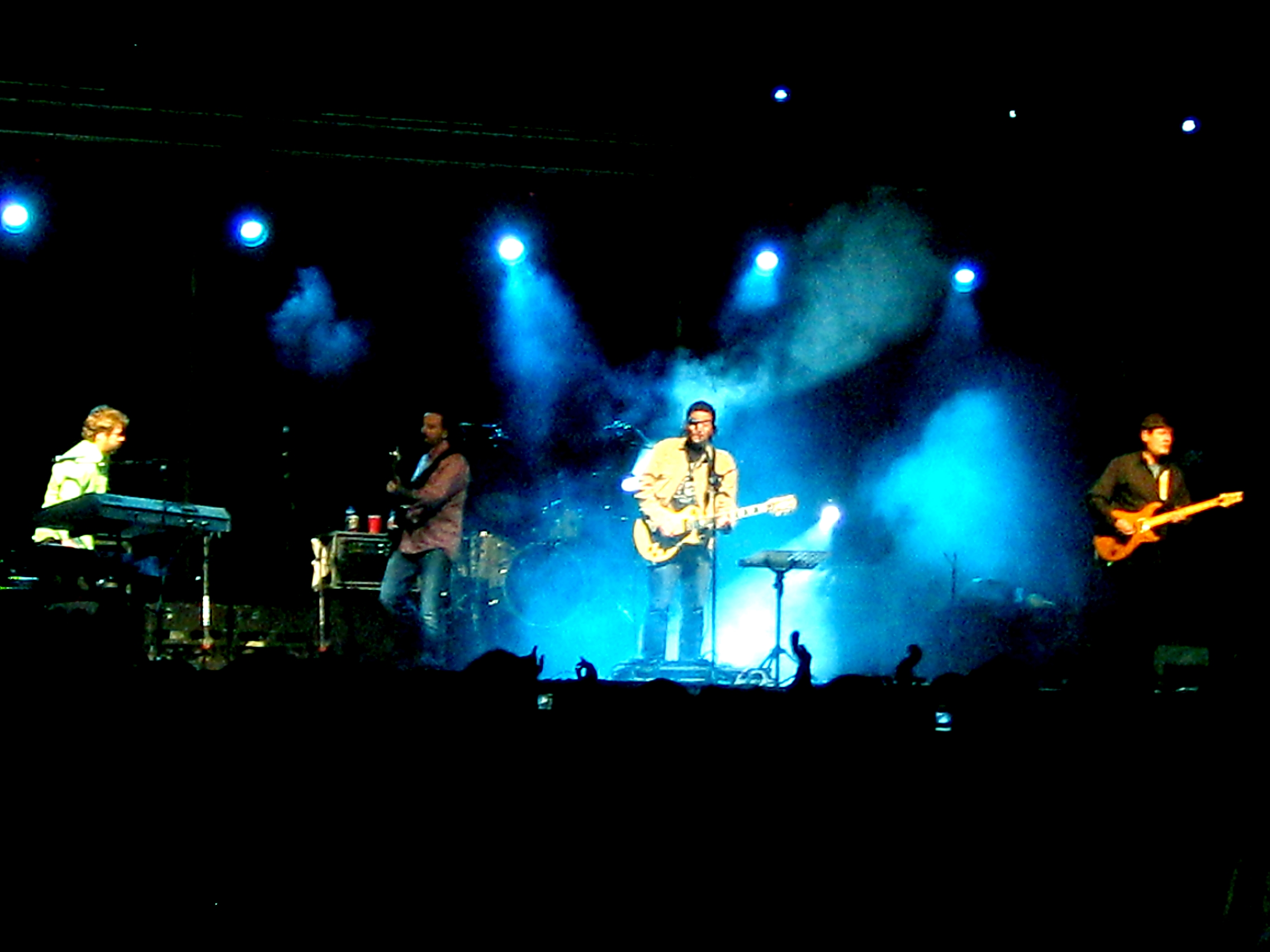
Los Secretos en la plaza de España de Palma de Mallorca en febrero del 2009.

En 2007, 30 años después de sus inicios como Tos, Los Secretos publican una nueva caja recopilatoria (30 años), en la que se incluyen dos CD con material antiguo y nuevo, un libreto que recoge la discografía y una pequeña biografía del grupo, y dos DVD con videoclips y material del archivo de TVE.
El 10 de octubre de 2008, Los Secretos celebran sus 30 años de trayectoria tocando por primera vez en la plaza de toros de Las Ventas en Madrid. Este concierto, en el que cuentan con gran número de invitados (Miguel Ríos, José María Granados, Conchita, Fito Cabrales y Carlos Raya, Manolo García, Joaquín Sabina, David Summers y Amaral) se publica el mismo año en una caja con dos CD y dos DVD (Gracias por elegirme - Las Ventas 10 de octubre de 2008) que también incluye el tema nuevo No, no, no en su versión de estudio.
En 2009 emprenden una gira promocionando Gracias por elegirme, que culmina el 18 de diciembre con un concierto en el Palacio de los Deportes de Madrid, con Mamá como grupo invitado.

### 2011: En este mundo raro
Durante la primavera de 2011 Los Secretos emprenden la Gira cosecha donde presentan dos temas de su nuevo disco, una versión del grupo The cages, Lágrimas sin nombre,y Trenes Perdidos. Durante finales de junio y julio del 2011 graban en el estudio malagueño de El cortijo el disco titulado En este mundo raro, cuyo sencillo será el mismo que de nombre al disco. El disco se publica el 20 de septiembre con colaboraciones compositivas de Chema Vargas, José María Granados e Isabel Penalba.
Dentro de la gira, el 10 de diciembre realizaron un concierto en el Teatro Real de Madrid en el que contaron con la colaboración de la Joven Orquesta de la Universidad de Valladolid (JOUVa) y cuya recaudación se donó a la Fundación Special Olympics España.

### 2013: Déjame estar a tu lado
El 19 de abril de 2013, Los Secretos comienzan su última gira, "Déjame estar a tu lado", por 14 ciudades españolas. Sonido menos acústico que en la anterior y salas de pequeños aforos. Un recorrido por sus canciones más importantes a lo largo de sus 35 años de carrera musical.
Además, en 2013, Los Secretos ponen voz al tema Cuéntame, sintonía de la célebre serie de televisión del mismo título. Suena al principio de todos los capítulos en la temporada emitida en 2014, y también en la siguiente temporada emitida en 2015.

### 2015: Algo prestado
El 11 de mayo de 2015 Los Secretos presentan un nuevo disco y gira, "Algo prestado", por 16 ciudades españolas. Concebido originalmente como un álbum doble, con una parte dedicada a versiones y otra de canciones originales, finalmente sólo se publica el disco de versiones debido a los problemas para obtener los derechos de los temas versionados tras más de dos años de trabajo en las adaptaciones. 
Se trata de un homenaje a los autores y canciones que les han inspirado a lo largo de su carrera como Graham Parker, Peter Gabriel, Nick Lowe, Gram Parsons, Foreigner, Ry Cooder o Ron Sexsmith, cuyas canciones han sido adaptadas al español por Los Secretos, excepto "Sentémonos a hablar" por Isabel Penalba. Este disco supone una nueva etapa en la carrera de Los Secretos, donde se consolida su sonido y con la que pretenden darse a conocer más extensamente en el mercado latinoamericano.
2021
La biografía oficial de Los Secretos se recoge en un libro, escrito por Álvaro, que se publica el 17 de noviembre de 2021.

## Discografía

### Álbumes de estudio
- Los Secretos (EP) (1980) Polydor
- Los Secretos (1981) Polydor
- Todo sigue igual (1982) Polydor
- Algo más (1983) Polydor
- El primer cruce  (1986) Twins
- Continuará (1987) Twins
- La calle del olvido (1989) Twins
- Adiós tristeza (1991) Twins
- Cambio de planes (1993) Dro
- Dos caras distintas (1995) Dro
- Sólo para escuchar (2002) Dro
- Una y mil veces (2006) Dro
- En este mundo raro (2011)
- Algo prestado (2015)
- Mi paraíso (2019)

### Álbumes en vivo
- Directo (1988) Twins
- Con cierto sentido (2003) Dro
- Gracias por elegirme (2008) - Las Ventas, 10 de octubre de 2008 - DRO
- Sinfónico (2012) - Teatro Real, 10 de diciembre de 2011 - Warner Music
- Desde que no nos vemos (2021) - Concierto homenaje a Enrique Urquijo celebrado el 17 de noviembre de 2019 en el WiZink Center de Madrid.

### Recopilatorios
- Lo mejor (1985)
- La historia de Los Secretos (1996)
- Grandes éxitos (1996)
- Grandes éxitos II (1999)
- A tu lado - Un homenaje a Enrique Urquijo (2000)
- Grandes éxitos, ed. revisada y remasterizada (2001)
- 30 años (2007)
- Una vida a tu lado (2017) [4 CD + 1 DVD]

### Sencillos
- Déjame / Niño Mimado -	Polydor	(1980)
- Todo Sigue Igual	- Polydor		(1981)
- Ojos De Perdida 	- Polydor (1981)
- Sobre un vidrio mojado / Me siento mejor (1981)
- Problemas	 - Polydor		(1982)
- Hoy No 	- Polydor		(1983)
- No Me Imagino 	- Polydor		(1983)
- Quiero beber hasta perder el control 	- Producciones Twins		(1986)
- El Primer Cruce  - Producciones Twins		(1986)
- Buena chica / Ella Me Dijo 	- Producciones Twins	(1987)
- Por El Tunel 	- Producciones Twins		(1987)
- Sin Dirección 	- Producciones Twins	(1988)
- No Sé Si Se Acuerda 	- Producciones Twins		(1988)
- Volver A Ser Un Niño	- Producciones Twins 	(1988)
- Nada Mas	- Producciones Twins	(1988)
- No Vuelvas Nunca Más	- Producciones Twins		(1989)
- Que Solo Estás 	- Producciones Twins		(1989)
- Si Te Vas 	- Producciones Twins		(1989)
- Soy Como Dos	- Producciones Twins		(1990)
- Culpable	 - Producciones Twins		(1990)
- La Calle Del Olvido 	- Producciones Twins		(1990)
- El Hotel Del Amor 	- Producciones Twins		(1991)
- Bailando En El Desván	- DRO		(1992)
- Buscando  - DRO		(1992)
- Ojos de gata 	- DRO		(1992)
- He Perdido El Tiempo 	- DRO		(1993)
- Agárrate A Mí, María 	- DRO		(1996)
- Soy Como Dos 	- DRO		(1996)
- Volver A Ser Un Niño 	- DRO		(1999)
- Hoy La Vi 	- DRO	(2000)
- Años Atrás 	- DRO		(2003)